# Leptodactylus caatingae
Leptodactylus caatingae é uma espécie de anfíbio  da família Leptodactylidae.
É endémica do Brasil.
Os seus habitats naturais são: savanas áridas, matagal árido tropical ou subtropical, marismas intermitentes de água doce e pastagens.
Está ameaçada por perda de habitat.